# Мамадыш-Акилово
 Мамадыш-Акилово  — село в Зеленодольском районе Татарстана.  Административный центр Мамадыш-Акиловского сельского поселения.

## География
Находится в западной части Татарстана на расстоянии приблизительно 40 км по прямой на юг-юго-запад по прямой от районного центра города Зеленодольск в правобережной части района на границе с Чувашией.

## История
Известно с 1619 года. В начале XX века здесь была мечеть. 
В «Списке населенных мест по сведениям 1859 года», изданном в 1866 году, населённый пункт упомянут как казённая деревня Мамадыш-Акилова (Замоетная) 2-го стана Свияжского уезда Казанской губернии. Располагалась при реке Кубне, по просёлочному тракту из Свияжска в Чебоксары, в 43 верстах от уездного города Свияжска и в 9 верстах от становой квартиры в казённой и владельческой деревне Утяшки. В деревне, в 108 дворах жили 638 человек (325 мужчин и 313 женщин), был мусульманский молитвенный дом.

## Население
Постоянных жителей было в 1782 году - 128 душ мужского пола, в 1859 - 610, в 1897 - 1151, в 1908 - 1341, в 1920 - 1416, в 1926 - 935, в 1938 - 1153, в 1949 - 1017, в 1958 - 867, в 1970 - 794, в 1979 - 685, в 1989 - 581. Постоянное население составляло 522 человека  (татары 100%) в 2002 году, 430 в 2010.